# Asahi-ku (Osaka)
Pour les articles homonymes, voir Asahi-ku et Asahi.
Ne doit pas être confondu avec Asahi-ku (Yokohama).
Asahi (旭区, Asahi-ku) est l'un des vingt-quatre arrondissements de la ville d'Osaka au Japon. Il se trouve au nord-est de la ville, près de la ville satellite de Moriguchi.
Asahi-ku est lui-même divisé en plusieurs quartiers : Shimizu, Morishoji, Omiya, Nakamiya, Takadono, Akagawa, Ikue, Shinmori, Senbayashi, Taishibashi et Imaichi.
En 2015, la population est de 90 422 habitants pour une superficie de 6,32 km2, ce qui fait une densité de population de 14,310 hab./km2.

## Transport publics
Asahi-ku est desservi par les lignes de métro Tanimachi et Imazatosuji ainsi que par la ligne de train Keihan.

## Bâtiments et structures notables
- Université technologique d'Osaka